# Cheng-Rennratte
Die Cheng-Rennratte (Meriones chengi) ist eine Nagetierart aus der Gattung der Rennratten (Meriones) innerhalb der Rennmäuse (Gerbillinae). Sie ist nur aus dem östlichen Xinjiang in der westlichen Volksrepublik China nachgewiesen, der Artstatus ist allerdings umstritten.

## Merkmale
Die Cheng-Rennratte erreicht eine Kopf-Rumpf-Länge von 13,1 bis 15,0 Zentimetern mit einem Schwanz von 8,8 bis 11,7 Zentimetern Länge. Die Hinterfußlänge beträgt etwa 31 bis 34 Millimeter, die Ohrlänge etwa 17 Millimeter. Es handelt sich entsprechend um eine mittelgroße Art der Gattung, sie ist etwas größer als die nahe verwandte Mittagsrennratte (M. meridianus), der sie teilweise zugeordnet wird, und kleiner als die Libysche Rennratte (M. libycus). Das Rückenfell ist dunkelbraun, dunkler als das der Mittagsrennratte, die Haare sind an der Basis grauschwarz. Das Bauchfell ist wollig und weiß gefärbt, die Haare des mittleren Brustbereichs haben eine hellgraue Basis. Die Sohlen sind behaart bis auf einen schmalen nackten Streifen nahe der Knöchel. Die Hinterfüße besitzen schwarze Krallen. Die Schwanzlänge beträgt etwa drei Viertel der Kopf-Rumpf-Länge, er ist einfarbig blassbraun und besitzt an der Spitze ein deutlich ausgeprägtes Haarbüschel.
Der Schädel hat eine Gesamtlänge von 36 bis 38 Millimeter. Er ist etwas größer als der der Mittagsmaus, die Stirn und Zwischenaugenregion ist breit ausgebildet. Die Paukenblase (Bulla tympanica) ist sehr groß und erreicht 37 % der Gesamtlänge des Schädels. Ein Überaugenwulst ist deutlich ausgebildet.

## Verbreitung
Die Cheng-Rennratte ist nur aus der Turpan-Senke im östlichen Xinjiang in der westlichen Volksrepublik China nachgewiesen und entsprechend endemisch.

## Lebensweise
Über die Lebensweise der Cheng-Rennratte liegen nur sehr wenige Angaben vor. Sie lebt in Bergregionen und besiedelt trockene Grasflächen und Halbwüstenhabitate oberhalb von 1000 Metern Höhe. Die Tiere sind sehr sozial und bauen zahlreiche Baue, die in der Regel im Bereich von Gebüschen angelegt werden.

## Systematik
Die Cheng-Rennratte wird häufig als eigenständige Art innerhalb der Rennratten (Meriones) eingeordnet, die aus etwa 20 Arten besteht. Die wissenschaftliche Erstbeschreibung stammt von dem chinesischen Zoologen Sung Wang, der die Art 1964 anhand von Individuen aus Xinjiang beschrieb. Der Erstbeschreiber ordnete sie als eigenständige Art in die Untergattung Pallasiomys ein. Nach molekularbiologischen Untersuchungen durch Ito und Mitarbeiter (2010) und in Übereinstimmung mit Pawlinow und Mitarbeitern (1990) betrachten diese sie jedoch als Synonym zur Mittagsrennratte (M. meridianus). Dies wurde durch Ying Wang und Kollegen 2013 bestätigt, die größere genetische Unterschiede zwischen den Unterarten von Meriones meridianus als zwischen diesen und Meriones chengi feststellten.

## Status, Bedrohung und Schutz
Die Cheng-Rennratte wird von der International Union for Conservation of Nature and Natural Resources (IUCN) als nicht gefährdet (least concern) eingeordnet. Begründet wird dies mit dem vergleichsweise großen Verbreitungsgebiet von mehr als 20.000 km² und dem angenommen häufigen Vorkommen der Art. Potenzielle Gefährdungen sind für die Art nicht bekannt, Angaben zu den Beständen liegen nicht vor.

## Belege
1. 1 2 3 4 5  Darrin Lunde, Andrew T. Smith: Cheng's Gerbil. In: Andrew T. Smith, Yan Xie: A Guide to the Mammals of China. Princeton University Press, Princeton NJ 2008, ISBN 978-0-691-09984-2, S. 249.
2. ↑  Meriones (Pallasiomys) chengi. In: Don E. Wilson, DeeAnn M. Reeder (Hrsg.): Mammal Species of the World. A taxonomic and geographic Reference. 2 Bände. 3. Auflage. Johns Hopkins University Press, Baltimore MD 2005, ISBN 0-8018-8221-4.
3. ↑  Mamoru Ito, Wei Jiang, Jun J. Sato, Qiang Zhen, Wei Jiao, Kazuo Goto, Hiroshi Sato, Kenji Ishiwata, Yuzaburo Oku, June-Jie Chai, Haruo Kamiya: Molecular phylogeny of the subfamily Gerbillinae (Muridae, Rodentia) with emphasis on species living in the Xinjiang-Uygur Autonomous Region of China and based on the mitochondrial cytochrome b and cytochrome c oxidase subunit II genes. In: Zoological Science. Band 27, Nr. 3, 2010, S. 269–278, doi:10.2108/zsj.27.269.
4. ↑  Igor Jakowlewitsch Pawlinow: A review of phylogeny and classification of Gerbillinae (Mammalia: Rodentia). In: Зоологические исследования. Nr. 9, 2008, S. 1–68.
5. ↑  Ying Wang, Li-Ming Zhao, Feng-jie Fang, Ji-Cheng Liao, Nai-Fa Liu (2013): Intraspecific molecular phylogeny and phylogeography of the Meriones meridianus (Rodentia: Cricetidae) complex in northern China reflect the processes of desertification and the Tianshan Mountains uplift. Biological Journal of the Linnean Society 110: 362–383.
6. 1 2  Meriones chengi in der Roten Liste gefährdeter Arten der IUCN 2016.2. Eingestellt von: A.T. Smith, C.H. Johnston, 2008. Abgerufen am 18. November 2016.